# انتقائية موضعية

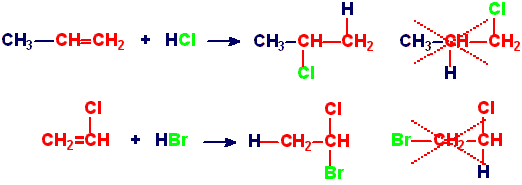

في الكيمياء اختيار الاتجاه هو تفضيل اتجاه معين للرابطة الكيميائية سواء بالتكون أو بالتكسير من ضمن الاتجاهات المتعددة للتفاعل الكيميائي.